# Michael Jones (Schauspieler)
Michael Vincent Jones (* 24. Juli 1987 in Woodbridge Township, Middlesex County, New Jersey) ist ein US-amerikanischer Synchronsprecher, Schauspieler und Webvideoproduzent.

## Leben
Jones wurde von seinen Eltern römisch-katholisch erzogen. Nach seiner Schulzeit arbeitete er fünf Jahre lang als Elektroinstallateur. Parallel dazu begann er auf seinem YouTube-Kanal unter dem Namen LtMkilla Videos hochzuladen. In diesen spielt und kommentiert er Computer- und Videospiele (Let’s Play). Aufgrund seines Talents wurde das Unternehmen Rooster Teeth auf ihn aufmerksam. Seit 2011 ist er dort beschäftigt und tritt in verschiedenen unternehmenseigenen Sendungen auf oder synchronisiert Zeichentrickserien.
Seit 2011 tritt er als Synchronsprecher auch außerhalb seiner Tätigkeiten bei Rooster Teeth in Erscheinung. Hauptsächlich synchronisiert er Animes. Als Schauspieler war er 2015 in Lazer Team als Zach Spencer zu sehen, 2017 in der Fortsetzung Lazer Team 2.

## Filmografie

### Synchronsprecher
- 2011–2012: One Piece (Wan Pīsu) (Zeichentrickserie, 11 Episoden)
- 2011–2014: Red vs. Blue (Animationsserie, 3 Episoden)
- 2012: Nature Town (Mini-Fernsehserie)
- 2012–2018: Fairy Tail (Fearī Teiru) (Zeichentrickserie, 48 Episoden)
- 2013: RWBY: Volume 1 (Zeichentrickfilm)
- 2013: LocoCycle (Videospiel)
- 2013–2018: RWBY (Zeichentrickserie, 32 Episoden)
- 2014: Seikoku no Dragonar (Zeichentrickserie, 5 Episoden)
- 2014: RWBY: Volume 2 (Zeichentrickfilm)
- 2015: Tokyo Ghoul: Root A (Zeichentrickserie, Episode 1x02)
- 2015: Seiken Tsukai no World Break (Zeichentrickserie, 2 Episoden)
- 2015: Seraph of the End (Owari no Serafu) (Zeichentrickserie, Episode 1x02)
- 2015: Dempa Kyōshi (Denpa Kyōshi) (Zeichentrickserie, 2 Episoden)
- 2015: Ninja Slayer (Zeichentrickserie, 2 Episoden)
- 2015: One Piece: Episode of Sabo: Bond of Three Brothers, A Miraculous Reunion and an Inherited Will (Zeichentrickfilm)
- 2015: Hidan no Aria AA (Zeichentrickserie, 4 Episoden)
- 2015: X-Ray and Vav (Zeichentrickserie, 11 Episoden)
- 2015: X-Ray & Vav: Posi-Choices 101 (Zeichentrickfilm)
- 2015: X-Ray & Vav: The X-Ray & Vav Holiday Special (Zeichentrickfilm)
- 2016: Dagashi kashi (Zeichentrickserie, 2 Episoden)
- 2016: Kôkaku no Pandora (Zeichentrickserie, 3 Episoden)
- 2016: RWBY: Volume 3 (Zeichentrickfilm)
- 2016: Worms W.M.D. (Videospiel)
- 2016–2018: RWBY Chibi (Zeichentrickserie, 25 Episoden)
- 2016–2019: Camp Camp (Zeichentrickserie, 55 Episoden)
- 2017: RWBY: Volume 4 (Zeichentrickfilm)
- 2017: Kinda Funny: The Animated Series (Zeichentrickserie, Episode 1x11)
- 2017: Clockwork Planet (Zeichentrickserie, 3 Episoden)
- 2017: Camp Camp: Night of the Living Ill (Kurzfilm)
- 2017: Camp Camp: A Camp Camp Christmas, or Whatever (Kurzfilm)
- 2017–2018: Attack on Titan (Shingeki no Kyojin) (Zeichentrickserie, 2 Episoden)
- 2018: Attack on Titan – Gebrüll des Erwachens (Gekijôban Shingeki no Kyojin Season 2: Kakusei no hôkô) (Zeichentrickfilm)
- 2018: RWBY: Volume 5 (Zeichentrickfilm)
- 2018: Hyakuren no Haou to Seiyaku no Valkyria (Zeichentrickserie, Episode 1x07)
- 2018: Overlord (Zeichentrickserie, 3 Episoden)
- 2018: Camp Camp: Arrival of the Torso Takers (Kurzfilm)
- 2018: To Aru Majutsu no Index (Zeichentrickserie, Episode 3x03)
- 2018: Senran Kagura Shinovi Master: Tokyo Yoma-hen (Zeichentrickserie, Episode 1x02)
- 2018: Hinomaru Sumo (Zeichentrickserie, Episode 1x03)
- 2018: Double Decker! Doug & Kirill (Zeichentrickserie, Episode 1x05)
- 2018: Black Clover (Burakku Kurōbā) (Zeichentrickserie, Episode 2x04)
- 2018: Tokyo Ghou (Tōkyō Gūru) (Zeichentrickserie, 2 Episoden)
- 2018: Camp Camp: Culture Day (Kurzfilm)
- 2019: Boogiepop (Bugīpoppu) (Zeichentrickserie, Episode 1x09)
- 2019: RWBY: Volume 6 (Zeichentrickfilm)

### Schauspieler (Auswahl)
- 2015: Lazer Team
- 2016: Uno: The Movie
- 2016–2018: Heroes & Halfwits (Fernsehserie, 51 Episoden)
- 2017: The Eleven Little Roosters (Mini-Fernsehserie, 4 Episoden)
- 2017: Lazer Team 2
- 2019: The Weird Place (Fernsehserie, 4 Episoden)
- 2020: Jenga: The Movie